# 同心舟蛾属
同心舟蛾属为舟蛾科的一个属，分布於中國東南部、中南半島至喜馬拉雅山脈一帶。本屬雙性成蟲皆為短梳狀觸角，全身大致為暗褐色底，前翅翅面具有獨特的大型同心圓渦紋，因而得名。

## 物种
同心舟蛾属包含以下兩個物種：
- 同心舟蛾 Homocentridia concentrica (Oberthür, 1911) —— 中國甘肅、陝西、四川及長江中下游周遭省分
- 锈同心舟蛾 Homocentridia picta (Hampson, 1900)
  - 中南亞種 Homocentridia picta alius Schintlmeister, 1997 —— 中國四川與廣東、中南半島北部
  - 指名亞種 Homocentridia picta picta (Hampson, 1900) —— 印度東北部、尼泊爾

兩物種外貌相仿，其中锈同心舟蛾的前翅具有明顯的紫紅色帶紋，同心舟蛾的前翅則無，且翅形較圓。